# Колопінське сільське поселення
Коло́пінське сільське поселення (рос. Колопинское сельское поселение) — муніципальне утворення у складі Краснослободського району Мордовії, Росія. Адміністративний центр — село Колопіно.
Станом на 2002 рік існували Колопінська сільська рада (села Колопіно, Нова Авгура), Новосіндровська сільська рада (село Нове Сіндрово) та Староавгурська сільська рада (села Стара Авгура, Усть-Рахмановка, присілки Нова Рябка, Нове Шеніно, Патра).
27 листопада 2008 року ліквідовані Новосіндровське сільське поселення (село Нове Сіндрово) та Староавгурське сільське поселення (села Стара Авгура, Усть-Рахмановка, присілки Нова Рябка, Нове Шеніно) увійшли до складу Колопінського сільського поселення.

## Населення
Населення — 569 осіб (2019, 821 у 2010, 936 у 2002).

## Склад
До складу поселення входять такі населені пункти:
| Населений пункт       | Населення, осіб (2002) | Населення, осіб (2010) |
| --------------------- | ---------------------- | ---------------------- |
| Колопіно, село        | 552                    | 546                    |
| Нова Авгура, село     | 46                     | 20                     |
| Нова Рябка, присілок  | 15                     | 5                      |
| Нове Сіндрово, село   | 158                    | 126                    |
| Нове Шеніно, присілок | 6                      | 0                      |
| Патра, присілок       | 0                      | -                      |
| Стара Авгура, село    | 121                    | 96                     |
| Усть-Рахмановка, село | 38                     | 28                     |